# Liste der Baudenkmale in Tappenbeck
In der Liste der Baudenkmale in Tappenbeck sind alle Baudenkmale der niedersächsischen Gemeinde Tappenbeck aufgelistet. Die Quelle der Baudenkmale ist der Denkmalatlas Niedersachsen. Stand der Liste ist der 8. Januar 2023.

## Allgemein
In den Spalten befinden sich folgende Informationen:
- Lage: die Adresse des Baudenkmales und die geographischen Koordinaten. Kartenansicht, um Koordinaten zu setzen. In der Kartenansicht sind Baudenkmale ohne Koordinaten mit einem roten Marker dargestellt und können in der Karte gesetzt werden. Baudenkmale ohne Bild sind mit einem blauen Marker gekennzeichnet, Baudenkmale mit Bild mit einem grünen Marker.
- Bezeichnung: Bezeichnung des Baudenkmales
- Beschreibung: die Beschreibung des Baudenkmales. Unter § 3 Abs. 2 NDSchG werden Einzeldenkmale und unter § 3 Abs. 3 NDSchG Gruppen baulicher Anlagen und deren Bestandteile ausgewiesen.
- ID: die Objekt-ID des Baudenkmales
- Bild: ein Bild des Baudenkmales, ggf. zusätzlich mit einem Link zu weiteren Fotos des Baudenkmals im Medienarchiv Wikimedia Commons. Wenn man auf das Kamerasymbol klickt, können Fotos zu Baudenkmalen aus dieser Liste hochgeladen werden:

## Tappenbeck

### Einzelbaudenkmale
| Lage                                      | Bezeichnung               | Beschreibung | ID       | Bild |
| ----------------------------------------- | ------------------------- | --- | -------- | ---- |
| Bauernberg 5 52° 28′ 25″ N, 10° 44′ 44″ O | Wohn-/ Wirtschaftsgebäude | Traufständiges zweigeschossiges Querdielenhaus in Stockwerkbauweise, Fachwerk mit Ziegelausfachung unter Halbwalmdach. Über Eingangstür Erbauungsjahr 1860 inschriftlich festgehalten. | 33983235 | BW   |
| Bauernberg 5 52° 28′ 26″ N, 10° 44′ 43″ O | Hofpflasterung            | Pflasterung eines Teils der Hoffläche mit unregelmäßigen Feldsteinen. | 50980273 | BW   |
| Bauernberg 8 52° 28′ 29″ N, 10° 44′ 44″ O | Wohn-/ Wirtschaftsgebäude | Giebelständiges Vierständer–Hallenhaus mit Ziegelausfachung unter Halbwalmdach mit Längseinfahrt und außermittiger Ladeluke.                                                           | 33983258 | BW   |
| Bauernberg 8 52° 28′ 28″ N, 10° 44′ 43″ O | Hofpflasterung            | Pflasterung des vorderen Teils der Hoffläche mit unregelmäßigen Feldsteinen. | 50979946 | BW   |